# نیکلاس پرز
نیکلاس پرز (انگلیسی: Nicolas Perez؛ زادهٔ ۲۶ اکتبر ۱۹۹۰) بازیکن فوتبال اهل فرانسه است.